# Östliche Praxmarerkarspitze
Die Östliche Praxmarerkarspitze ist ein 2638 m ü. A. hoher Gipfel im Stadtgebiet Innsbruck. Sie ist Teil der Gleirsch-Halltal-Kette im Karwendel und der Westlichen Praxmarerkarspitze, der höchsten Erhebung des Stadtgebiets Innsbruck, in nordöstlicher Richtung vorgelagert.

## Lage und Umgebung
Die Östliche Praxmarerkarspitze und die um wenige Meter höhere Westliche Praxmarerkarspitze befinden sich unmittelbar nebeneinander in der Gleirsch-Halltal-Kette. Diese Gebirgskette ist Teil des Karwendel und bekannt für seine schroffen Gipfel und brüchiges Gestein. In näherer Umgebung befinden sich die 2470 m ü. A. hohe Jägerkarlspitze (Richtung Westen) und die 2580 m ü. A. hohe Kaskarspitze (Richtung Osten). In nördlicher Richtung fällt die Nordwand der Praxmarerkarspitzen steil ins Hinterautal ab. In dieser verunglückten im Herbst 1901 die beiden Alpinisten Otto Melzer und Emil Spötl. Ihr Versuch der Erstbesteigung endete in einer Tragödie, als Spötl an einer Wandstelle abstürzte und sich Melzer daraufhin nicht mehr allein aus der Wand retten konnte. Er starb an Ort und Stelle, angebunden an einem Haken. Die Wand trägt seither den Namen Melzerwand.

## Wege
Der Normalweg zweigt wenige Meter unterhalb der Pfeishütte vom Forstweg ab und führt zunächst über die erste Querung in das Kaskar. Nach dessen Durchschreitung gelangt man über die zweite Querung (heikel bei Nässe und schlechter Sicht) in das weitläufigere Praxmarerkar. Diesem folgt man immer Richtung Norden, überwindet die erste (Schwierigkeitsgrad I (UIAA)) und die zweite Kletterstelle (Schwierigkeitsgrad II (UIAA)), von der aus man schließlich den Grat zwischen Östlicher Praxmarerkarspitze und Kaskarspitze erreicht. Diesem teils luftigen Grat folgend überwindet man zunächst den sog. Schedle-Sprung und anschließend den Wolf-Quergang, bevor man den markanten Karwendelgipfel erreicht. Von der Östlichen Praxmarerkarspitze kann man im Schwierigkeitsgrad II (UIAA) in circa 15 Minuten weiter auf die Westliche Praxmarerkarspitze klettern.

## Gipfelkreuz
Seit September 2014 besitzt die Östliche Praxmarerkarspitze erstmals auch ein Gipfelkreuz, das von der katholischen Verbindung AV Austria Innsbruck im Zuge ihres 150-jährigen Bestehens errichtet wurde und unter Kennern als eines der schönsten in der Gleirsch-Halltal-Kette gilt.